# Septobasidium spongium
Septobasidium spongium är en svampart som först beskrevs av Berk. & M.A. Curtis, och fick sitt nu gällande namn av Narcisse Theophile Patouillard 1900. Septobasidium spongium ingår i släktet Septobasidium och familjen Septobasidiaceae.   Inga underarter finns listade i Catalogue of Life.